# Alang
Alang é uma cidade industrial da Índia.

## Estaleiro
É o principal centro mundial de sucateamento de navios e reciclagem industrial. Os estaleiros estão localizados no golfo de Cambaia, 50 km sudeste de Bhavnagar. A técnica utilizada é o do encalhe dos navios na maré alta. O trabalho é predominantemente manual.